# Afgekia

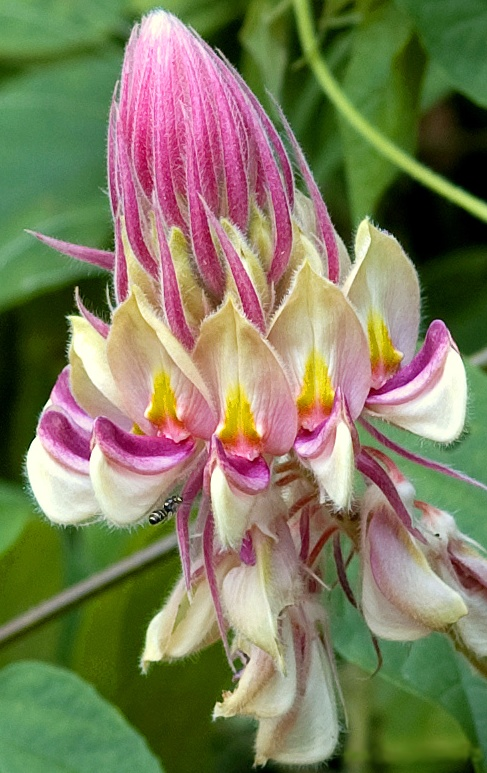
Detail květenství Afgekia sericea

Afgekia je rod rostlin z čeledi bobovité. Jsou to popínavé keře se zpeřenými listy a nápadnými hroznovitými květenstvími, připomínající vistárii. Jsou rozšířeny v počtu 3 druhů v Asii od Číny po Novou Guineu. Druh Afgekia sericea je celkem zřídka pěstován v tropech a sklenících botanických zahrad jako pěkně kvetoucí okrasná liána, svým vzhledem poněkud připomínající vistárii.

## Popis
Zástupci rodu Afgekia jsou popínavé keře s lichozpeřenými listy. Květy jsou nápadné, podepřené velkými listeny, uspořádané v hroznech nebo prodloužených latách vyrůstajících v úžlabí listů nebo přímo ze starších větví. Kalich je krátce pětizubý. Koruna je motýlovitá. Tyčinek je 10 a jsou dvoubratré, 9 z nich je srostlých a 1 horní volná. Semeník je stopkatý a obsahuje 2 vajíčka. Lusky jsou zploštělé, opožděně pukající 2 tlustě dřevnatými chlopněmi. Plody nejčastěji obsahují jediné semeno, řidčeji dvě. Semena jsou oválná a lesklá.
Rostliny svým celkovým habitem připomínají vistárii.

## Rozšíření
Rod Afgekia zahrnuje 3 druhy. Je rozšířen v jižní Číně, Thajsku, Myanmaru, Laosu, Vietnamu a na Nové Guineji. Druh Afgekia sericea byl popsán ze savan východního Thajska z nadmořské výšky asi 300 metrů. Afgekia filipes roste v Číně v řídké křovinaté vegetaci a na okrajích stálezelených lesů v nadmořské výšce 200 až 1300 metrů.

## Taxonomie
Druh Afgekia sericea byl popsán v roce 1924. Rod byl dlouho považován za monotypický, v roce 1971 byl pak popsán druh A. mahidoliae a v roce 1984 A. filipes.

## Přehled druhů a jejich rozšíření
- Afgekia filipes – Čína (provincie Guangxi a Yunnan), Thajsko, Laos, Barma a Vietnam
- Afgekia mahidoliae – Thajsko
- Afgekia sericea – Thajsko a Papua Nová Guinea

## Význam
Afgekia sericea je zajímavě a nápadně kvetoucí liána vhodná pro tropické parky i skleníky botanických zahrad. Není však příliš rozšířena.